# Finansinspektionen (Sverige)
Finansinspektionen (FI) är en svensk statlig förvaltningsmyndighet, som sorterar under Finansdepartementet och ansvarar för den tillsyn, regelgivning och tillståndsprövning som rör finansiella marknader och finansiella företag.
Myndigheten är från 1 oktober 2022 beredskapsmyndighet och sektorsansvarig myndighet för beredskapssektorn finansiella tjänster. Den 9 februari 2023 utsågs Daniel Barr till ny generaldirektör efter Erik Thedéen med tillträde den 20 mars 2023. Den 10 april 2025 meddelade regeringen att Daniel Barr lämnar uppdraget som generaldirektör för Finansinspektionen den 19 juni 2025 för att bli generaldirektör i Regeringskansliet med uppdraget att utreda hur den svenska obligationsmarknadens funktionssätt kan stärkas. Från och med den 19 juni 2025 till dess att ny generaldirektör tillträder tjänstgör Malin Alpen som vikarierande generaldirektör.

## Verksamhet
Finansinspektionen ansvarar för
1. tillsyn [6], regelgivning [7] och tillståndsprövning [8] som rör finansiella marknader och finansiella företag, och
2. samordningsorganet för tillsyn enligt förordningen (2009:92) om åtgärder mot penningtvätt och finansiering av terrorism.

Finansinspektionen ska inom ramen för egna beslut om resursfördelning och planering arbeta för att det finansiella systemet
- är stabilt och präglas av ett högt förtroende med väl fungerande marknader som tillgodoser hushållens och företagens behov av finansiella tjänster, och
- ge ett högt skydd för konsumenter.

Myndigheten ska särskilt svara för att följa och analysera utvecklingen inom ansvarsområdet. Om myndigheten bedömer att instabilitet i finanssektorn riskerar att negativt påverka det svenska finansiella systemets funktionssätt, ska regeringen underrättas. 
Myndigheten ska se till att de regelverk och rutiner som myndigheten disponerar över är kostnadseffektiva och enkla för medborgare och företag att förstå och följa. Förordning (2013:144).

## Finansinspektionens författningssamling (FFFS)
Finansinspektionens författningssamling innehåller alla  föreskrifter och allmänna råd som Finansinspektionen utfärdat. Du kan söka bland föreskrifter och allmänna råd på Finansinspektionens webbplats  och även beställa en tryckt FFFS .

## Organisation

### Generaldirektörer
- 1991–1993: Anders Sahlén
- 1993–2002: Claes Norgren
- 2003–2008: Ingrid Bonde
- 2008–2009: Erik Saers (tillförordnad)[13]
- 2009–2015: Martin Andersson[14]
- 2015: Martin Noréus (vikarierande, 16 april–20 oktober)
- 2015–2022: Erik Thedéen[15]
- 2022–2023: Susanna Grufman (vikarierande, 21 november–19 mars)
- 2023–: Daniel Barr

## Befogenheter

### Tillsyn
Finansinspektionen har tillsyn över:
- 1 800 finansiella företag med tillstånd från FI.
- Ytterligare 500 registrerade företag enligt penningtvättsregelverket.
- Redovisningsinformation från 300 börsbolag.
- 20 000 utländska finansiella företag och fonder med tillstånd av en utländsk tillståndsmyndighet som har primärt tillsynsansvar.

De lagar och regler som utvecklats för finansmarknaden lägger ett stort ansvar på företagen själva att motverka osund verksamhet och risker mot stabiliteten. Företagens styrelser har det yttersta ansvaret. Deras revisorer ska granska ledning och styrelse och påtala brister.
FI:s bedömning av aktuella risker utgår från läget på finansmarknaderna och i det finansiella systemet i stort. Det finns ett starkt samband mellan den allmänna ekonomiska utvecklingen och störningar och problem på finansmarknaden. Utifrån detta görs en bedömning av risk i olika finansiella verksamheter och av hur stor negativa påverkan andra företag, konsumenterna och skattebetalarna. 
Det kan även uppstå problem som inte har direkt koppling till utvecklingen i makroekonomin, till exempel i enskilda företag. Därför följer FI fortlöpande företagens styrning och riskhantering, kapitalsituation, produkter och uppträdande mot kunder. Dels analyserar FI uppgifter som företagen måste rapportera in till FI, dels gör myndigheten undersökningar på eget initiativ, genom stickprov eller att myndigheten fått kännedom om missförhållanden.
FI ger ut återkommande ut bolåne-, konsumentskydds- och stabilitetsrapporter. Därutöver publiceras rapporter som bygger på särskilda uppdrag eller undersökningar inom ramen för FI:s tillsynsarbete.  

### Sanktioner
Finansinspektionen säkerställer förtroendet för finansmarknaden genom att ingripa mot de företag som inte sköter sig. FI straffar finansiella företag som inte gör rätt, men även företag och andra som bryter mot de regler som gäller för informationsgivning och handel på värdepappersmarknaden. FI ingriper också mot företag som bedriver verksamhet på den finansiella marknaden utan tillstånd.[källa behövs]

## Historik
Finansinspektionen bildades 1 juli 1991 genom en sammanslagning av de två myndigheterna Försäkringsinspektionen, bildad 1904, och Bankinspektionen, bildad 1907.
Den äldsta tillsynsverksamheten över banker i Sverige går tillbaka till 1659 då en tjänst som banköverinspektör inrättades under Karl X Gustavs regeringstid för att övervaka av Stockholm Banco, som var Sveriges första affärsbank. 1840 övertogs tillsynen av bankerna av Finansdepartementet och 1868 infördes inom departementet ett biträde till finansministern för tillsyn av de enskilda bankerna, som 1876 fick titeln bankinspektör.
Under 1980-talet skedde avregleringar inom finansbranschen i Sverige. Detta ledde till förändringar inom de finansiella marknaderna, bland annat i form av så kallad "branschglidning" som innebar att den tidigare strikta gränsdragningen mellan banker och försäkringsverksamhet började lösas upp. I februari 1990 tillkallade finansminister Kjell-Olof Feldt därför Alf Carling att som särskilt utredare utreda frågan om den framtida tillsynen över de finansiella instituten och marknaderna. Carling lämnade i januari 1991 betänkandet Finansiell tillsyn (SOU 1991:2) som bland annat föreslog en sammanslagning av Bankinspektionen och Försäkringsinspektionen till en myndighet, vilket genomfördes 1 juli 1991.